# Vila Real de Santo António (freguesia)
Vila Real de Santo António is een plaats (freguesia) in de Portugese gemeente Vila Real de Santo António en telt 11.946 inwoners (2011). Het is de meest zuidoostelijk gelegen stad van de provincie Algarve en het land Portugal. Aan de oostkant van de stad loopt de rivier Guadiana, welke tevens de grens met Spanje vormt. Het is vanuit Vila Real de Santo António mogelijk om zowel per auto (via de A22) als per boot (veerboot naar Ayamonte) naar de overkant van de rivier te gaan. Aan de zuidkant van de stad ligt een zandstrand van de Atlantische Oceaan.

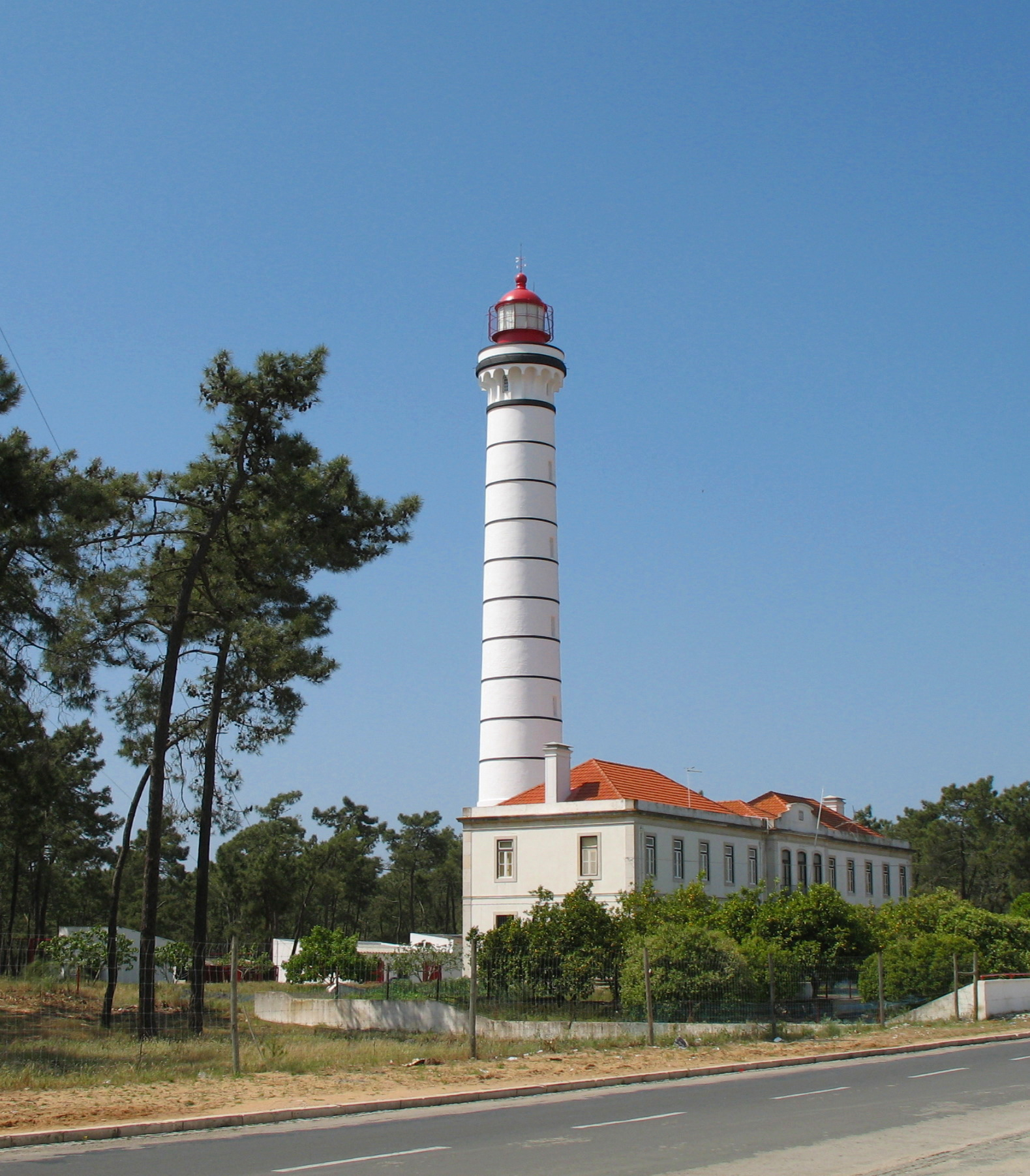
De vuurtoren van Vila Real de Santo António

## Aardbeving
Vila Real de Santo António werd door de aardbeving van Lissabon in 1755 nagenoeg verwoest. Onder leiding van Sebastião de Melo (de latere markies van Pombal) werd de stad herbouwd in het huidige lijnrechte stratenpatroon.